# Kiedrich
Kiedrich é um município da Alemanha, situado no distrito de Rheingau-Taunus, no estado de Hesse. Tem 12,35 km² de área, e sua população em 2019 foi estimada em 4.087 habitantes.